# Eptesicus diminutus
Eptesicus diminutus е вид бозайник от семейство Гладконоси прилепи (Vespertilionidae).

## Разпространение
Видът е разпространен в Аржентина, Бразилия, Венецуела, Парагвай и Уругвай.